# Scopula defectiscripta
Scopula defectiscripta är en fjärilsart som beskrevs av Louis Beethoven Prout 1914. Scopula defectiscripta ingår i släktet Scopula och familjen mätare. Inga underarter finns listade.